# Вількув-Великий
Вількув-Великий (пол. Wilków Wielki, нім. Groß Wilkau) — село в Польщі, у гміні Немча Дзержоньовського повіту Нижньосілезького воєводства.
Населення — 470 осіб (2011).
У 1975-1998 роках село належало до Валбжиського воєводства.

## Демографія
Демографічна структура станом на 31 березня 2011 року:
|          | Загалом | Допрацездатний вік | Працездатний вік | Постпрацездатний вік |
| -------- | ------- | ------------------ | ---------------- | -------------------- |
| Чоловіки | 241     | 51                 | 171              | 19                   |
| Жінки    | 229     | 53                 | 149              | 27                   |
| Разом    | 470     | 104                | 320              | 46                   |